# Quinteto de cuerda n.º 2 (Dvořák)

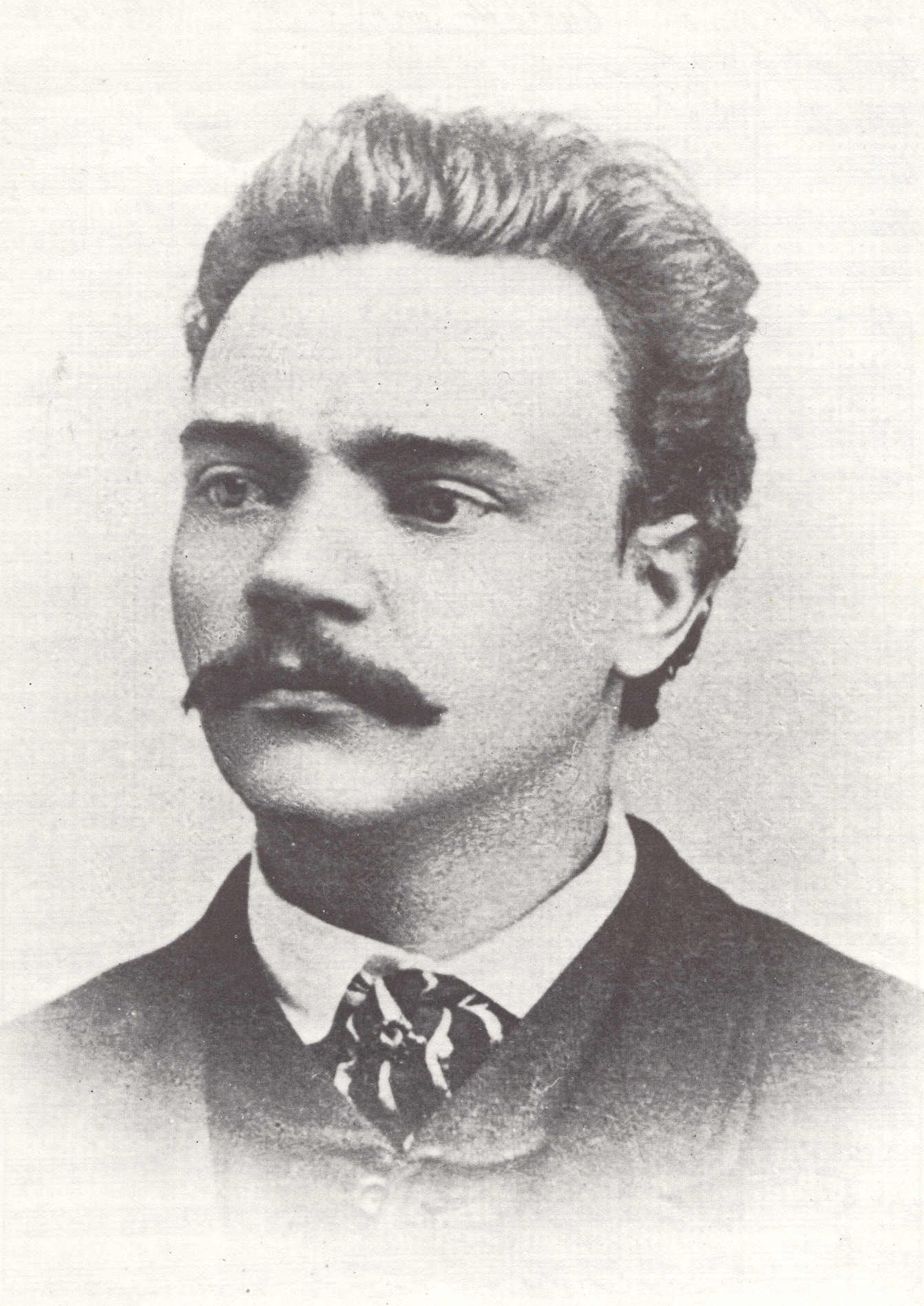
Antonín Dvořák en 1868.

El Quinteto de cuerda n.° 2 en sol mayor, op. 77 (B.49), es un quinteto de cuerda compuesto por Antonín Dvořák a principios de marzo de 1875 y se presentó por primera vez el 18 de marzo de 1876 en Praga en el concierto de la Umělecká beseda. 

## Historia
En un principio la obra fue numerada como op. 18, pero más tarde se revisó ligeramente en 1888 como op. 77. Desde entonces se le ha asignado el número B. 49. Dvořák presentó la pieza en un concurso y recibió 5 ducados por la composición. La obra lleva el lema del concurso, «A mi nación», como su dedicación.
La obra fue publicada en 1888 por Simrock, no bajo su opus original número 18, sino como opus 77.

## Estructura y partitura
La pieza está escrita para dos violines, viola, violonchelo y contrabajo. Consta de cuatro movimientos:
1. Allegro con fuoco
2. Scherzo. Allegro vivace
3. Poco andante
4. Finale. Allegro assai

Aunque la obra original constaba de cinco movimientos, Dvořák más tarde retiró el segundo movimiento, titulado «Intermezzo», debido a la preocupación de que tener dos movimientos lentos hiciera que la obra fuera demasiado larga. Este movimiento extraído se había basado en la sección central, marcada como «Andante religioso», de su Cuarteto de cuerda n.° 4 (que no se publicó en vida), y luego fue reelaborado y republicado como el Nocturno para cuerdas en si mayor, op. 40 (B.47). Algunos conjuntos modernos optan por restaurar el intermezzo al interpretar la obra.